# O Ewigkeit, du Donnerwort (BWV 20)
Pour les articles homonymes, voir O Ewigkeit, du Donnerwort.
O Ewigkeit, du Donnerwort (Ô éternité, toi, parole foudroyante !) (BWV 20) est une cantate religieuse de Johann Sebastian Bach composée à Leipzig en 1724.

## Histoire et livret
Bach compose cette cantate pour le premier dimanche après la Trinité qui tombait cette année le 11 juin, date de la première exécution de l’œuvre en l'église Saint-Thomas. Ce dimanche marque le début de la seconde moitié de l'année liturgique, « durant laquelle les questions fondamentales de la foi et la doctrine sont étudiées ». Pour cette destination liturgique, deux autres cantates ont franchi le seuil de la postérité : les BWV 39 et 75. L'année précédente, Bach a pris ses fonctions de kantor à Leipzig responsable de l'éducation du chœur de l'église Saint-Thomas de Leipzig, des représentations lors des services réguliers de l'église Saint-Thomas de Leipzig et de l'église Saint-Nicolas et, jusqu'en 1725, également responsable d'une service sur deux de la Paulinerkirche (Leipzig). Il s'est engagé à composer une cantate pour chaque dimanche et jour férié de l'année liturgique,, entreprise qualifiée par Christoph Wolff de « démarche artistique de la plus grande envergure ». En 1724 il entreprend de ne composer pour le premier dimanche après la Trinité que des cantates chorales fondées sur le principal cantique luthérien de chaque occasion respective et commence donc avec cette cantate qui est la première des quarante cantates chorales qu'il composera dans son deuxième cycle,. Leipzig entretient une tradition de composition de cantiques. En 1690, Johann Benedict Carpzov II, ministre de l'église Saint-Thomas de Leipzig, annonce qu'il prêchera aussi sur les chants et que Johann Schelle, alors directeur de la musique, jouerait le chant avant le sermon.
Les lectures prescrites pour ce dimanche sont tirées de la première épître de Jean, « Dieu est amour » (I, 4, 16–21), et de l'Évangile selon Luc, la parabole du mauvais riche et du pauvre Lazare (16, 19–31). Le texte se fonde sur le cantique en seize strophes O Ewigkeit, du Donnerwort de Johann Rist dont il reprend douze strophes. Le cantique, qui envisage la mort et l'éternité, est bien adapté à la parabole de l'homme riche qui doit faire face à la mort et à l'enfer. Son sous-titre est Ernstliche Betrachtung der unendlichen Ewigkeit (« considération sérieuse de l'éternité sans fin » ). Le texte de trois strophes reste inchangé, 1, 8 et 12, reprises pour les mouvements 1, 7 et 11. Un auteur inconnu a reformulé les autres strophes du choral en récitatifs et arias, généralement en alternance et en utilisant une strophe pour un mouvement de cantate. Le poète a combiné deux strophes, les quatrième et cinquième, pour former le quatrième mouvement. Il se sert des vers Vielleicht ist dies der letzte Tag, kein Mensch weiß, wenn er sterben mag (« Peut-être est-ce aujourd'hui ton dernier jour, personne ne sait quand il mourra ») de la neuvième strophe dans le neuvième mouvement qui est par ailleurs fondé sur la dixième strophe. Dans le dixième mouvement, il insère une allusion à l'Évangile. Il reste en général proche du texte, ce qui est caractéristique des premières cantates du deuxième cycle annuel. Le poète était peut-être Andreas Stübel, décédé en 1725, possible explication de la raison pour laquelle Bach n'a pas terminé le cycle complet, mais y a mis fin le dimanche des Rameaux.
Le thème du choral homonyme a été composé par Johann Schop pour le psaume Wach auf, mein Geist, erhebe dich, qui fut publié dans sa collection « Himlische Lieder » à Lüneburg en 1642. On le retrouve dans les trois mouvements dont le texte est de Johann Rist.

## Structure et instrumentation
La cantate est écrite pour tromba da tirarsi (trompette à coulisse), trois hautbois, deux violons, alto, basse continue, trois solistes (alto, ténor, basse) et chœur à quatre voix.
Il y a onze mouvements distribués en deux parties jouées avant et après le sermon :
Première partie
1. chœur : O Ewigkeit, du Donnerwort
2. récitatif (ténor) : Kein Unglück ist in aller Welt zu finden
3. aria (ténor) : Ewigkeit, du machst mir bange
4. récitatif (basse) : Gesetzt, es dau'rte der Verdammten Qual
5. aria (basse) : Gott ist gerecht in seinen Werken
6. aria (alto) : O Mensch, errette deine Seele
7. chœur : Solang ein Gott im Himmel lebt

Deuxième partie
1. aria (basse) : Wacht auf, wacht auf, verlornen Schafe
2. récitatif (alto) : Verlaß, o Mensch, die Wollust dieser Welt
3. aria (duo (alto, ténor) : O Menschenkind, hör auf geschwind
4. choral : O Ewigkeit, du Donnerwort

## Musique
Le choral d'ouverture, qui ne commence pas seulement cette cantate mais bien le deuxième cycle annuel de cantates, est dans le style d'une solennelle ouverture française en trois parties typiques: lent - rapide (vivace) - lent. L'ouverture française est destinée à marquer l'entrée du roi. La mélodie est chantée en longues notes par la soprano en tant que cantus firmus, doublée par la trompette à coulisse. Les voix basse sont essentiellement en homophonie. Le développement des thèmes intervient avec l'orchestre. Le thème ascendant de la section lente en rythme pointé est dérivé du début de la mélodie de choral, tandis que le thème de la section rapide n'est pas lié à l'air. La section rapide n'est pas une stricte fugue. Bach semble surtout intéressé à illustrer le texte. Ewigkeit (l'éternité) est rendue en longues notes des voix basses et des instruments, Donnerwort (« mot de tonnerre ») apparaît comme un changement soudain de notes brèves avec un mélisme à la basse, sur les mots große Traurigkeit (« grande tristesse ») une ligne chromatique descendante, un contre-point dans la section rapide apparaît aussi dans les voix, erschrocken (« terrifié ») est restitué en rythmes décousus interrompus par des repos, d'abord dans l'orchestre puis aussi dans les voix.
Les récitatifs sont en grande majorité secco, avec un arioso seulement dans le neuvième mouvement sur les mots Pracht, Hoffart, Reichtum, Ehr, und Geld (« splendeur, fierté, richesse, honneur et aisance ») du choral. Les arias font contraste en interprétant le texte dans son affect et en phrases uniques. Dans le huitième mouvement, l'appel au réveil est intensifié par les trompettes et de rapides arpèges qui évoquent le jour du jugement. Le premier motif du dixième mouvement est chanté par les deux chanteurs du duo sur les mots O Menschenkind (« Ô enfant de l'homme ») qui sont répétés par les instruments, comme un rappel de cette mise en garde. Les deux parties de la cantate se concluent par la même disposition en quatre parties du choral, demandant pour finir Nimm du mich, wenn es dir gefällt, Herr Jesu, in dein Freudenzelt!.

## Sources
- (en) Cet article est partiellement ou en totalité issu de l’article de Wikipédia en anglais intitulé « O Ewigkeit, du Donnerwort, BWV 20 » (voir la liste des auteurs).
- Gilles Cantagrel, Les cantates de J.-S. Bach, Paris, Fayard, mars 2010, 1665 p.  (ISBN 978-2-213-64434-9)